# Bruno Brunetti
Bruno Brunetti (Firenze, 1920 – Firenze, 1966) è stato un pittore italiano.

## Biografia
Nel primissimo dopoguerra si dedica ad una pittura neo espressionista di chiara valenza ed intento sociale, per poi rapidamente rendere questa sua pittura talmente essenziale da sfociare nel puro astrattismo. Infatti nel 1950, anno in cui fu pubblicato a Firenze, sottoscrive e firma con i pittori Vinicio Berti, Mario Nuti, Alvaro Monnini e Gualtiero Nativi il Manifesto dell'astrattismo classico.
Dalla metà degli anni cinquanta in poi approfondice e si specializza anche nell'attività di ceramista, comunque sempre seguendo ed esprimendo canoni estetici astratti. Tale attività si svilupperà in uno stretto sodalizio artistico insieme al pittore Mario Nuti.
Tutto questo si interrompe nel 1966, anno della sua prematura morte.